# Dorfkirche Karstädt

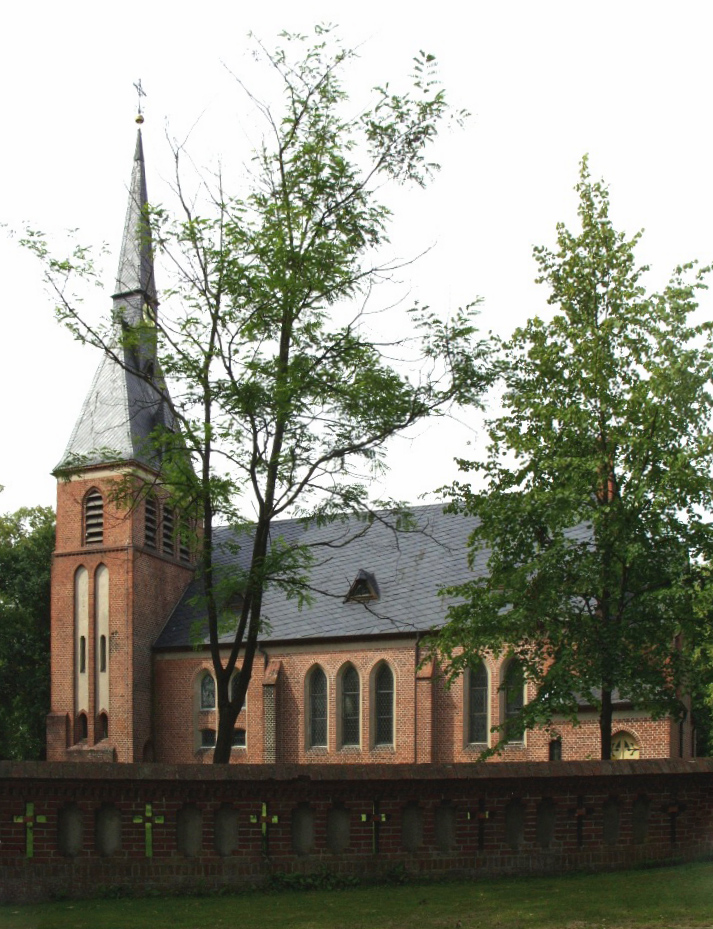
Dorfkirche Karstädt

Die evangelische, denkmalgeschützte Dorfkirche Karstädt steht in Karstädt, einer Gemeinde im Landkreis Prignitz in Brandenburg. Die Kirche gehört zum Pfarrsprengel Karstädt-Land im Kirchenkreis Prignitz der Evangelischen Kirche Berlin-Brandenburg-schlesische Oberlausitz.

## Beschreibung
Die neugotische Saalkirche wurde in Formen der regionalen Backsteingotik 1895 als Ersatz für den Vorgängerbau aus dem 17. Jahrhundert errichtet. Sie besteht aus einem Langhaus, einem eingezogenen, gerade geschlossenen Chor mit symmetrischen Annexen im Osten und dem südlichen Kirchturm des als unvollendete Doppelturmfassade angelegten Abschlusses im Westen. Das oberste Geschoss des querrechteckigen Turms beherbergt hinter den Klangarkaden den Glockenstuhl. Bedeckt ist der Kirchturm mit einem hohen Walmdach, aus dem sich ein quadratischer Dachreiter mit Turmuhr erhebt.
Der Innenraum des Langhauses ist mit einem Tonnengewölbe überspannt, dessen Gewölbeschub durch Strebepfeiler an den Wänden aufgefangen wird. Die 1897 von Schlag & Söhne gebaute Orgel auf der Empore im Westen hat zehn Register auf zwei Manualen und Pedal.